# ملقراب يحمين
ملقراب يحمين (حكم من 375 إلى 400) كان ملكًا (تُبَّعًا) من مملكة حمير (في اليمن الحديثة)، خلفًا لوالده ثران يحمين. وتنسب إليه المصادر البيزنطية والمؤرخون المعاصرون تحويل الطبقة الحاكمة في مملكة حمير من الوثنية إلى اليهودية (بينما تنسب المصادر الإسلامية اللاحقة هذا الحدث إلى ابنه أبي كرب). وقد تم تسجيل هذه الأحداث في كتاب التاريخ الكنسي للقديس فيلوستورجيوس الأنومي الذي يعود إلى القرن الخامس وكتاب الحميريين السرياني الذي يعود إلى القرن السادس. وتشير هذه المصادر إلى أن الدافع وراء التحول هو رغبة حكام حمير في الابتعاد عن الإمبراطورية البيزنطية التي حاولت تحويلهم إلى المسيحية؛ وسيكون هذا هدفًا للمذبحة لمسيحيي نجران على يد حاكم يهودي سيخلفه اسمه ذو نواس.

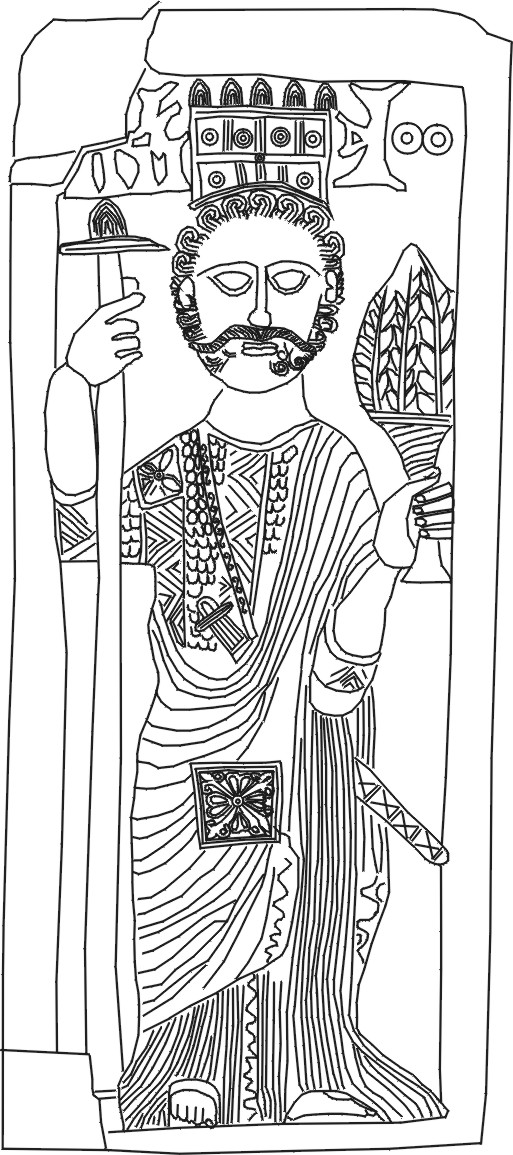
"الرجل المتوج" المستخرج من المبنى الحجري في ظفر.

من المرجح أن ملقراب كان في سن متقدمة عندما تولى العرش حيث بدأ على الفور في تشكيل حكومة مشتركة مع أطفاله. دخل أولاً في ولاية مشتركة مع ابنه أبي كريب أسعد (أبو كريب). وفي وقت لاحق من حكمه، دخل في ولاية مشتركة مع ابنيه أبي كارب أسعد وضراعة عمر أيمن. وفقًا لنقشين، RES 3383، Ja 856 (= Fa 60)، وGarb Bayt al-Shwal 1، قام ملقراب ببناء مقرب  يُدعى باريك في مدينة مأرب (وأيضًا عاصمة مملكة سبأ القديمة) من أجل استبدال المعبد الوثني للإله القمري ألمقه . يشير مصطلح "مِقراب" إلى مبنى يعادل الكنيس اليهودي أو يشير إلى أحد المتغيرات الحميرية المحلية لهذه المؤسسة اليهودية.
لم يبقَ من الذاكرة عن ملقراب إلا القليل بين الكتاب التقليديين من العصر الإسلامي. ويعتقد الهمذاني أنه حكم خمسة وثلاثين سنة، وبالإضافة إلى ذلك، لم يكن يعلم إلا أنه والد أبي كارب أسعد.

## الأيقونات
يُعتقد أن الصورة البارزة للرجل المتوج، والتي تمثله يقف، ربما تكون تمثيلًا لملقراب أو على الأرجح المسيحي إسيميفايوس (سامو يافع).

## نقوش تذكر ملقراب

### النقشان (جا 671 + 788 - Ja 671 + 788)
يعود تاريخ هذا النقش إلى الفترة من 360 إلى 370، قبل تولي ملقراب العرش. وقد نُحتت على لوحة تذكارية من معبد الإله المقه الكبير. وهو أقدم نقش يذكر سد مأرب.
[شرع ˙ عثات أشوع وابنه] 2 مرثادوم أسْرَ بنو سُخْمُ 3 أيموم سادة قصر ريمان، أمراء الطائفتين يارسوم سمعي، الثالث من هجاروم، وخولانا جوداتان، كرسوا لسيدهم [رد] *المقهو *تهوان سيد *العوام 7 تمثالاً من البرونز عندما أُعطي له الأمر من قبل سيديه ثاران يوحنام وابنه ملفراب يحمين، ملكي سبأ وذي ريدان وحماة ويمنت، لتولي قيادة الجيش مع العرب 11 عندما تم اختراق السد في ح ˙ أَبَابَيد ˙ و*رَحْ ˙ بُوم، 12 وتم اختراق السور العظيم بأكمله الذي يقع بين ˙ أَبَابَيد ˙ و13 *رَحْ ˙ بُوم، ومن السد، تم اختراق 70 *شَوْه ˙ أ14ت ˙ "وحمدوا قدرة ربهم *المقه 15و* تهوهان سيد العوام لأنه منحهم 16 إتمامهم، مع أمره بإبقاء الطوفان لهم حتى يكملوا أعمالهم؛ وحمد 18 سيدهم *المقه تهوهان سيد العوام لأنه منحهم الوحي الذي 20 قد طُلب منه؛ وليستمر في منحهم فضل وإحسان سيدهم ثاران يوحنام 22 وابنه ملقراب يحمين ، ملوك 23 سبأ وذي ريدان وهاد راموت ويمنات؛" "فأعادوا هذا الخرق في ثلاثة أشهر، في ذي السبع والعيال والأبحي."

### نقش (بيت الأشول 2)
يعود تاريخ هذا النقش إلى شهر كانون الثاني من عام 384م وهو محفور على نقش بارز من كتلة كبيرة، ومن المرجح أن أصله من ظفار، اليمن. يصف هذا الكتاب التبع ملقراب في عهده مع ولديه ويخلد ذكرى بناء قصر جديد. وهذه أيضًا هي المرة الأولى التي يتم فيها التعبير عن رفض الشرك في نقش موجود من مملكة حمير.
"وقد بنى ملك ملقراب كارب يحمين وابناه أبي كارب أسعد وذرا عمر أيمن ملكي سبأ وذي ريدان وحضرموت ويمنت، وأسسوا وأكملوا قصر كلنم من قاعدته إلى قمته بتأييد مولاهم رب السماء في شهر ذي الحجة سنة ثلاث وتسعين وأربعمائة."

### النقش جا 856 = فا 60
وهذا أقدم نقش يذكر بناء المِقراب. تم العثور عليها في مأرب ، التي كانت في السابق عاصمة مملكة سبأ القديمة. من المرجح أن يعود تاريخه إلى النصف الأول من حكم ملقراب، بين عامي 375 و384.
ملقراب يحمين وابنه [أبيكارب أسعد، ملوك] 2 سبأ، من ذي ريدان، من هاد ˙ راموت و[من يمنات بنوا من الأساسات إلى] 3 القمة مكرابهم باريك لخلاصهم و[... ...]

### النقش ماسال 1 = 509 ري
يعود تاريخ هذا النقش إلى النصف الأول من القرن الخامس الميلادي، ويصف غزو وسط الجزيرة العربية، وقد نُحِت على وادٍ صحراوي في تلك المنطقة. ويذكر فيه ملقراب بصفته والد الملك الذي أنشأ النقش، أبو كريب، وهو ما يتوافق أكثر مع المصادر التاريخية الإسلامية.
أبي كارب أسعد وابنه حسن يحمين ملكي سبأ وذي ريدان وهاد راموت ويمنات وعرب البلاد العليا والساحل ثمت، ابن حسن يوحامين ملك سبأ وذي ريدان وهاد راموت ويمنات، نقش هذا النقش في وادي معسل جمح خان عندما أتوا واستولوا على أرض معدوم أثناء تنصيب الحاميات التي وفرتها بعض بلدياتهم، مع بلديتهم حسن يوحامين. "رموت وسبأ - أبناء مأرب - أصغر أبناء أمرائهم، وأصغر ضباطهم، وعملائهم، وصياديهم، وجنودهم، وكذلك عربهم،10 كدت، وسعد، وعولة، وحسين[...]"

## طالع أيضًا
- جا 1028
- ذو نواس
- دي جي إي 23

### الاستشهادات
1. ↑  Hughes 2020، صفحة 26–29.
2. ↑  Robin 2012، صفحة 264–265.
3. ↑  Grasso 2023، صفحة 79.
4. 1 2  Robin 2012، صفحة 265–266.
5. ↑  Robin 2021، صفحة 297–303.
6. ↑  Robin 2015، صفحة 108–109.
7. ↑  Robin 2015، صفحة 133–134.
8. ↑  Robin 2015، صفحة 136.
9. ↑  Robin 2015، صفحة 144–145.